# Wasserburg am Bodensee (przystanek kolejowy)
Wasserburg am Bodensee – przystanek kolejowy w Wasserburg (Bodensee), w kraju związkowym Bawaria, w Niemczech, znajduje się w centrum miejscowości przy Bahnhofstraße.
| Wasserburg am Bodensee      |  |                               |
| Linia Bodenseegürtel        |  |                               |
| Nonnenhornodległość: 2,2 km |  | Enzisweiler odległość: 1,9 km |